# La Petite Fille qui aimait Tom Gordon
La Petite Fille qui aimait Tom Gordon (titre original : The Girl Who Loved Tom Gordon) est un roman d'horreur psychologique écrit par Stephen King, publié en 1999. Dans ce roman, une petite fille se perd dans les bois et commence une longue errance à travers la forêt, entremêlée d'épreuves en forme de rite de passage.  

## Résumé
Au cours d'une randonnée dans les Appalaches, Trisha, neuf ans, exaspérée par les constantes disputes entre son frère et sa mère au sujet du divorce de ses parents, s'éloigne de la piste tracée pour ne plus avoir à les écouter. Pensant pouvoir rejoindre un autre chemin, elle coupe à travers la forêt et se perd. Trisha a pour seul lien avec la civilisation sa radio portable et les matchs de baseball de son idole, Tom Gordon et épuise vite ses maigres réserves de nourriture. Pendant ce temps, sa mère et son frère ont fini par se rendre compte de son absence et, n'arrivant pas à la retrouver, ont prévenu les autorités. Des recherches sont lancées mais, le temps qu'elles se déploient, Trisha a déjà parcouru une distance considérable et n'est plus dans le secteur où les recherches se concentrent.
Trisha tente de suivre le cours de ruisseaux pour retrouver la civilisation et se nourrit de faînes, de gaulthéries et de têtes de violon mais elle joue de malchance dans ses choix et, au fil des jours et souffrant de plus en plus de la faim, elle commence à avoir des hallucinations et s'imagine tenir de longues conversations avec Tom Gordon. Mais elle est également persuadée que quelque chose d'effrayant, une sorte de divinité de la forêt, la suit. 
Après neuf jours d'errance dans la forêt, Trisha, très affaiblie et atteinte de pneumonie, finit par arriver sur un sentier. C'est alors que la chose qui la suit se révèle à elle et s'avère être un ours noir. Trisha, dans un état second, lui fait face en reproduisant la pose de lanceur de Tom Gordon, gagnant assez de temps pour permettre à un chasseur qui braconnait dans les alentours de tirer sur l'ours (qui a semblé pendant un bref instant être autre chose qu'un ours) et de le mettre en fuite. Trisha s'évanouit et se réveille dans un hôpital. Alors que son père est le dernier à quitter la chambre pour la laisser se reposer, elle lui fait le signe de victoire rituel de Tom Gordon quand il vient de gagner un match. 

## Accueil
Le roman est resté dix-huit semaines (dont une semaine à la première place) sur la New York Times Best Seller list, y apparaissant le 25 avril 1999. Le Publishers Weekly le classe à la huitième place des meilleures ventes de livres de fiction  publiés en 1999 aux États-Unis.
Pour le Publishers Weekly, « King a toujours excellé dans l'art d'écrire sur les enfants » et le personnage de Trisha est l'un de ses personnages les plus forts, « totalement crédible et douloureusement empathique dans sa vulnérabilité et ses ressources ». Michel Grisolia, de L'Express, estime que « ce roman de la survie en milieu hostile est un des chefs-d'œuvre [de King] ». Et pour Sacha Reins, du Point, « Stephen King est un brillantissime salaud », « celui qui nous épouvante et nous émeut jusqu'aux larmes avec des choses anodines comme une branche, une flaque de boue, un oiseau ». Jean-Marie Wynants, du Soir, estime quant à lui qu'« on reste un peu sur sa faim » malgré « un attachant personnage de gamine ». Geoff Ward, dans The Writing of America, compare le livre à un exercice nostalgique aux frontières de la mythologie et avec une touche de Walden ou la vie dans les bois, une fable tenant lieu de rituel purificateur.

## Adaptations
George Romero souhaitait adapter le roman au cinéma au début des années 2000 et a rencontré Dakota Fanning pour tenir le rôle principal mais il a finalement dû abandonner le projet car il n'arrivait pas à trouver un financement à hauteur du budget prévisionnel (environ 20 000 000 $). En août 2019, les producteurs Roy Lee et Jon Berg annoncent leur projet d'adapter le livre au cinéma, dont Chris Romero, veuve de George A. Romero, fera partie via leur société de production.